# Блю де Коссе
Блю де Коссе або Бльо де Косс (фр. Bleu des Causses) — французький сир, належить до блакитних сирів.
Сир дуже близький до Рокфору (фр. Roquefort), однак виготовляється з коров'ячого молока.

## Історія
Блю де Коссе — це один з найстаріших у світі блакитних сирів, що виготовляється на півдні Франції, на плато Коссе. Блакитні сири з цього регіону згадуються ще у «Записках про галльську війну» Гая Юлія Цезаря, однак не вказується, з якого молока цей сир був виготовлений, тому не можна точно сказати про який сир йде мова. Перше згадування саме про Блю де Коссе зустрічається в «Природній історії» Плінія Старшого.
Коли Карл Великий повертався з війни з Іспанії, цей сир був поданий йому єпископом Альбійським, після чого блакитні сири стали популярні при французькому дворі. До 1925 року сири Блю де Коссе і Рокфор проходили витримку в одних і тих же природних гротах, проте в 1925 році виробникам Рокфору вдалося домогтися права використовувати ці печери тільки для витримки Рокфору.
У 1979 році Блю де Коссе отримав сертифікат AOC, а в 2009 році — лейбл «Найменування, захищене за місцем походження» (AOP).

## Виготовлення
Сир виготовляється на півдні Франції, у регіоні Коссе. Для приготування використовується молоко корів монбельярської і обракської порід. На виробництво 1 кг сиру витрачається 7–8 літрів молока, а процес обтікання сирної маси без пресування триває від двох до чотирьох днів. Перед приготуванням молоко підігрівається до температури 30–33 °С, після чого в нього додається сичужна закваска і спори пеніцилінової цвілі. Після згортання сиру і видалення сироватки, сирну масу солять і формують, і вже готова форма у всіх напрямках, протикається довгими товстими голками, що дозволяє злегка розпушити сирні диски і забезпечити надходження повітря для розвитку цвілі. Після цього сир переноситься на витримку.
Бльо де Косс витримується в природних вапняних печерах плато Гран Косс, в яких забезпечується природна система циркуляції повітря. Повний цикл виробництва сиру становить не менше 70 днів, але зазвичай визрівання триває від трьох до шести місяців. У процесі дозрівання сирні головки регулярно перевертаються і натираються сіллю.

## Опис
Головки сиру мають форму плоского циліндра діаметром близько 20 сантиметрів, заввишки 8–10 сантиметрів і вагою 2,3–3 кілограми. Головки традиційно загортаються в алюмінієву фольгу, щоб запобігти розвитку плісняви на поверхні сиру. Сир покритий натуральною, вологою кіркою світлого оранжево-бежевого кольору з поверхневою пліснявою. Зовнішній вигляд, смак і аромат м'якоті розрізняється в залежності від часу року, коли сир витримувався. У літніх сирів м'якуш кольору слонової кістки або палива, у зимових — біла. Всередині м'якоті містяться прожилки сіро-блакитної цвілі.
Смак у Бле де Косс пікантний солонуватий, майже перцевий. Консистенція менш масляниста, ніж у більшості інших блакитних сирів з коров'ячого молока. В ароматі присутні нотки грибів і сирого погреба.
Вживається як самостійна страва, так і в салатах. Поєднується з червоними винами південної Франції, особливо з солодкими винами.